# Enchytraeus bonus
Enchytraeus bonus är en ringmaskart som beskrevs av Shurova 1978. Enchytraeus bonus ingår i släktet Enchytraeus och familjen småringmaskar. Inga underarter finns listade i Catalogue of Life.